# Джон Фредерік Чарльз Фуллер
Джон Фредерік Чарльз Фуллер (англ. John Frederick Charles "Boney" Fuller; 1878—1966) — англійський військовий історик і теоретик, генерал-майор. Першим у світі розробив і здійснив танковий прорив.

## Біографія
Військову кар'єру розпочав під час англо-бурської війни 1899—1902 років в званні молодшого офіцера, в 1915 році закінчив Академію генерального штабу. У грудні 1916 року, коли був сформований Британський танковий корпус, Фуллер отримав чин підполковника і став працювати в головному штабі нового з'єднання.
Спланував першу танкову атаку, яка прорвала німецький фронт, забезпечивши союзникам перемогу в битві біля Камбре 20 листопада 1917 року.

## Пенсія і фашизм
Після виходу на пенсію Фуллер працював репортером під час італійського вторгнення в Ефіопію (1935) та громадянської війни в Іспанії (1936—1939). Він вважав неспроможністю демократії провести військові реформи, Фуллер залучився до сера Освальда Мослі та британського фашистського руху. Будучи членом Британського союзу фашистів, він був членом політичного директорату партії і вважався одним із найближчих союзників Мослі. Він також був членом таємної ультраправої групи Північної Ліги.
Ідеї Фуллера щодо механізованої війни продовжували залишатися впливовими напередодні Другої світової війни, за іронією долі, менше на його співвітчизників, ніж на нацистів. У 1930-х роках німецька армія реалізувала тактику, багато в чому схожу на аналіз Фуллера, який став відомий як бліцкриг. Подібно до Фуллера, теоретики бліцкригу частково базували свій підхід на теорії про те, що зони великої ворожої активності слід обійти, щоб в кінцевому підсумку їх оточити та знищити. Тактика бліцкригу використовувалася кількома країнами протягом Другої світової війни, переважно німцями під час вторгнення в Польщу (1939), Західну Європу (1940) та Радянський Союз (1941). У той час як Німеччина і певною мірою західні союзники сприйняли ідеї бліцкригу, вони мало використовувалися Червоною армією, яка розробила свою доктрину бронетанкової війни на основі глибоких операцій, які були розроблені радянськими військовими теоретиками маршалом М. М. Тухачевським та ін. у 1920-х роках на основі їхнього досвіду Першої світової та громадянської війни в Росії.
Фуллер був єдиним іноземцем, присутнім на перших збройних маневрах нацистської Німеччини в 1935 році. Фуллер часто вихваляв Адольфа Гітлера у своїх промовах і статтях. 20 квітня 1939 року Фуллер був почесним гостем на параді 50-річчя Гітлера. Після цього Гітлер запитав: «Сподіваюся, ви були задоволені своїми дітьми?» Фуллер відповів: «Ваша Високоповажність, вони так швидко виросли, що я більше не впізнаю їх».
Під час Другої світової війни 1939—1945 років Фуллера підозрювали за його нацистські симпатії. Він продовжував виступати за мирне врегулювання з Німеччиною. Алан Брук (у своїх військових щоденниках, стор. 201) коментує, що «директор безпеки закликав його обговорити Боні Фуллера та його нацистську діяльність», але Брук прокоментував, що він не думає, що Фуллер «мав якісь непатріотичні наміри». Хоча він не був інтернований і не заарештований, він був єдиним офіцером свого рангу, якого не запросили повернутися на службу під час війни. Існувала певна підозра, що він не був ув'язнений у травні 1940 року, через його зв'язок з генералом Едмундом Айронсайдом. Сам Мослі зізнався у «невеликому здивуванні», чому Фуллер не був ув'язнений.
Фуллер провів свої останні роки, вірячи, що неправильна сторона виграла Другу світову війну. Найбільш повно він оголосив цю тезу у виданні 1961 року Реформації війни. Там він заявив про свою віру в те, що Гітлер був рятівником Заходу проти Радянського Союзу, і засудив Черчилля і Рузвельта за те, що вони були занадто дурними, щоб бачити це. Фуллер помер у Фалмуті, Корнуолл, у 1966 році.